# Adecco
Adecco — международное кадровое агентство, базирующееся в Цюрихе (Швейцария). Компания насчитывает около 4500 офисов более чем в 60 странах. Компания образована в 1996 году в результате слияния швейцарской компании Adia Interim и французской компании Ecco.

## История
Компания Adia SA была основана в 1957 году в Лозанне Анри-Фердинандом Лаванши (Henri-Ferdinand Lavanchy). Первый зарубежный офис был открыт в 1961 году в Бельгии, за ним последовали офисы в Германии в 1962 году и Дании в 1965 году. В 1972 году была создана дочерняя компания Adia Services в Калифорнии (США). В 1974 году генеральным директором компании стал Мартин Песталоцци (Martin O. Pestalozzi), под руководством которого за следующие 12 лет было поглощено 85 компаний в сфере подбора временного персонала. В 1979 году акции компании были размещены на Швейцарской бирже, что дало средства для дальнейших приобретений. В 1981 году Adia вышла на рынок Австралии, в 1983 году — Канады, 1985 году — Японии, 1986 году — Новой Зеландии, Испании и Гонконга. В середине 1980-х годов Adia начала предоставлять услуги подбора кадров на постоянную работу, а также открыла курсы подготовки кадров в области информационных технологий. Начиная с Олимпиады 1984 года в Лос-Анджелесе компания осуществляет набор персонала для подготовки и проведения Олимпийских игр. В 1986 году оборот Adia достиг 1 млрд долларов, компания заняла позицию лидера на европейском рынке. В апреле 1988 года была куплена американская компания Lee Hecht Harrison (LHH), которая помогала найти работу уволенным сотрудникам.
В 1964 году Филипп Форьель-Детезе основал в Лионе (Франция) компанию Ecco. К 1980 году компания стала крупнейшим поставщиком временного персонала во Франции.
В 1996 году произошло слияние компаний Adia и Ecco, в результате чего появилась компания Adecco. Спустя 4 года Adecco приобрела американскую компанию Olsten Staffing, что позволило ей выйти в лидеры на рынке США. В 2000-х годах компания продолжала расширяться за счёт поглощений таких компаний, как DIS AG, Drake Beam Morin, Inc., VSN Inc.
В 2018 году были куплены компании General Assembly (базирующаяся в Нью-Йорке сеть курсов подготовки кадров) и портал по поиску работы Vettery.

## Собственники и руководство
Акции компании котируются на Швейцарской бирже. Крупнейшими акционерами по состоянию на 2023 год были Silchester International Investors (10,12 %), наследники Филиппа Форьеля-Детезе (Philippe Foriel-Destezet, 3,79 %), Templeton Global Advisors (3,71 %), Capital Research & Management Co. (3,33 %), The Vanguard Group (3,31 %), Государственный пенсионный фонд Норвегии (2,66 %), UBS Asset Management Switzerland (2,30 %).
- Жан-Кристоф Деларзе (Jean-Christophe Deslarzes, род. в 1963 году) — председатель совета директоров с апреля 2020 года, член совета с 2015 года.
- Дени Машуэль (Denis Machuel, род. в 1964 году) — генеральный директор (CEO) с июля 2022 года, до этого работал в компании Sodexo.

## Деятельность
Выручка компании за 2022 год составила 23,6 млрд евро, её распределение по регионам: Европа, Ближний Восток и Африка — 67 %, Америка — 21 %, Азиатско-Тихоокеанский регион — 12 %. Крупнейшими рынками для компании были Франция (€5,81 млрд), США (€3,64 млрд), Италия (€2,49 млрд), Германия (€1,65 млрд), Япония (€1,64 млрд), Великобритания (€1,59 млрд), Швейцария (€0,53 млрд).
Подразделения по состоянию на 2022 год:
- Flexible Placement — временное трудоустройство (поиск персонала на временную работу, отбор, подготовка, оплата), 77 % выручки;
- Permanent Placement — постоянное трудоустройство (подбор персонала на постоянную работу, вплоть до высшего менеджмента), 3 % выручки;
- Career Transition — переподготовка кадров, 1 % выручки;
- Outsourcing, Consulting & Other Services — укомплектование персоналом предприятий, работающих в области аутсорсинга (например, логистические склады, служба информационной поддержки), поиск специалистов для решения узкоспециальных задач, 17 % выручки;
- Training, Up-skilling & Re-skilling — подготовка и переподготовка персонала, включая Akkodis Tech Academy (академия в сфере информационных технологий), 2 % выручки.

В списке крупнейших публичных компаний мира Forbes Global 2000 за 2023 год Adecco Group заняла 1674-е место.

## Adecco в России
Компания присутствовала в России с 2002 года. В 2008 году произошло слияние кадровых агентств Adecco и Avanta под брендом Adecco Russia.
В 2012 году на рынок был выведен новый для России бренд — Lee Hecht Harrison (LHH). LHH — глобальная компания, входящая в Adecco Group и предоставляющая решения в области развития карьеры и талантов: управление и развитие карьеры, коучинг, оценка, управление изменениями.
В 2016 году Adecco Russia вошла в международную сеть кадровых агентств Lugera, сохранив при этом бренд Adecco. В 2022 году компания провела ребрендинг, в результате которого название Avanta вновь стало официальным именем компании. Изменив фирменный стиль, агентство сохранило внутреннюю структуру и продолжает оказывать услуги в сфере HR. На сегодняшний день Avanta присутствует в 9 городах России и занимается подбором персонала по всей стране.